# Roberta Marzani
Roberta Marzani (Bergamo, 8 luglio 1996) è una schermitrice italiana, specializzata nella spada. Nel corso della sua carriera ha collezionato numerosi titoli e medaglie, sia nelle categorie giovanili che in ambito seniores, distinguendosi per continuità e rendimento nelle competizioni a squadre, ma anche per alcuni significativi successi individuali.

## Biografia

### Carriera
Marzani si è affermata già a livello giovanile, salendo sul podio in numerose competizioni internazionali. Il primo risultato di rilievo arriva nel 2011, quando ottiene una medaglia d'argento individuale ai Campionati del mediterraneo Cadetti di Beirut. Negli anni successivi si consolida come figura di spicco della nazionale giovanile: tra i risultati più importanti figurano l'argento a squadre agli Europei Cadetti di Parenzo (bronzo individuale) del 2012, seguito dall’’oro nella stessa competizione a Budapest 2013 (bronzo individuale).
Nel 2014, Marzani conquista l’argento individuale ai Campionati Europei Giovani di Gerusalemme e il bronzo a squadre nello stesso evento. Sempre nel 2014 arriva un altro importante traguardo: bronzo individuale ai Mondiali Giovani di Plovdiv, a conferma della sua competitività anche fuori dal contesto europeo.
Nel biennio successivo è sempre argento ai Campionati Europei Giovani rispettivamente a Maribor 2015 (argento anche nella competizione a squadre) e Novi Sad 2016 (bronzo nella competizione a squadre). Sempre nel 2015 consegue un oro a squadre ai Mondiali Giovani di Tashkent. 
Il periodo 2016–2019 segna la sua definitiva affermazione nella categoria Under-23: ottiene infatti tre ori a squadre agli Europei Under-23, rispettivamente a Minsk 2017, Erevan 2018 e Plovdiv 2019. In quest'ultima competizione si laurea anche campionessa europea individuale Under-23. A queste medaglie si aggiungono due argenti a squadre rispettivamente a Plovdiv 2016 e a Erevan 2018.
In questo stesso periodo conquista anche il suo primo titolo di campionessa italiana assoluta a Gorizia 2017.
Nel passaggio alla categoria seniores, Marzani continua a raccogliere medaglie. Nel 2018 ottiene il bronzo individuale ai Mondiali Militari di Spada a Nancy (unica medaglia individuale al femminile per la nazionale italiana), evento in cui contribuisce anche alla medaglia d’oro a squadre per l’Italia.
Si laurea campionessa di spada ai Giochi del Mediterraneo di Tarragona 2018, mentre consegue il bronzo nell'edizione successiva di Orano 2022.
Nel contesto delle Universiadi, partecipa alle edizioni di Taipei 2017, dove conquista il bronzo individuale, di Salerno 2019, dove si riconferma bronzo a livello individuale e vince l'argento a squadre, e Chengdu 2023, dove vince l'argento a squadre.
Roberta Marzani è stata protagonista di numerose edizioni dei Campionati Italiani a squadre, dove ha conquistato risultati di prestigio tra cui un oro a Cassino 2021, quattro argenti rispettivamente a Gorizia 2017, Milano 2018, Cagliari 2024 e Piacenza 2025 e tre bronzi a Palermo 2019, Courmayeur 2022 e La Spezia 2023.

## Profilo
Marzani è considerata una delle schermitrici italiane più esperte del panorama attuale, capace di offrire stabilità e rendimento sia nelle competizioni individuali che in quelle a squadre. Il suo stile si distingue per solidità tecnica, efficacia difensiva e intelligenza tattica, qualità che le hanno permesso di rimanere ai vertici della spada italiana per oltre un decennio.

## Palmarès

### Risultati élite
In carriera ha ottenuto i seguenti risultati:
Mondiali militari
Individuale
- Bronzo nella spada a Nancy 2018

A squadre
- Oro nella spada a Nancy 2018

Giochi del Mediterraneo
Individuale
- Oro nella spada a Tarragona 2018
- Bronzo nella spada a Orano 2022

Universiadi
Individuale
- nella spada a Taipei 2017
- nella spada a Salerno 2019

A squadre
- nella spada a Salerno 2019
- nella spada a Chengdu 2023

Campionati italiani
Individuale
- Oro nella spada a Gorizia 2017

A squadre
- Oro nella spada a Cassino 2021
- Argento nella spada a Gorizia 2017
- Argento nella spada a Milano 2018
- Argento nella spada a Cagliari 2024
- Argento nella spada a Piacenza 2025
- Bronzo nella spada a Palermo 2019
- Bronzo nella spada a Courmayeur 2022
- Bronzo nella spada a La Spezia 2023

### Risultati giovani
Mondiali giovani
Individuale
- Bronzo nella spada a Plovdiv 2014

A squadre
- Oro nella spada a Tashkent 2015

Europei Under-23
Individuale
- Oro nella spada a Plovdiv 2019
- Argento nella spada a Erevan 2018

A squadre
- Oro nella spada a Minsk 2017
- Oro nella spada a Erevan 2018
- Oro nella spada a Plovdiv 2019
- Argento nella spada a Plovdiv 2016
- Argento nella spada a Erevan 2018

Europei giovani
Individuale
- Argento nella spada a Gerusalemme 2014
- Argento nella spada a Maribor 2015
- Argento nella spada a Novi Sad 2016

A squadre
- Argento nella spada a Gerusalemme 2014
- Bronzo nella spada a Maribor 2015

Europei cadetti
Individuale
- Bronzo nella spada a Parenzo 2012
- Bronzo nella spada a Budapest 2013

A squadre
- Oro nella spada a Budapest 2013
- Argento nella spada a Parenzo 2012

Campionati del mediterraneo cadetti
Individuale
- Argento nella spada a Beirut 2011

A squadre